# Sobotište
Sobotište és un poble i municipi d'Eslovàquia que es troba a la regió de Trnava, a l'oest del país.

## Història
La primera menció escrita de la vila es remunta al 1241.

## Demografia
| Godina             | 1994 | 2004   | 2014   | 2024   |
| ------------------ | ---- | ------ | ------ | ------ |
| Nombre de persones | 1582 | 1536   | 1485   | 1483   |
| Diferència         |      | −2,90% | −3,32% | −0,13% |

| Godina             | 2023 | 2024   |
| ------------------ | ---- | ------ |
| Nombre de persones | 1476 | 1483   |
| Diferència         |      | +0,47% |